# Arado Ar E.555
De Arado Ar E.555 was een project voor een serie vliegtuigen met een vliegende vleugelconfiguratie dat werd ontwikkeld door de Duitse vliegtuigontwerper Arado.

## Ontwikkeling
In december 1943 startte men bij Arado met een project voor een serie toestellen met als basisconfiguratie een vliegende vleugel. Het gehele project was binnen Arado bekend onder de aanduiding Ar E.555. Het project stond onder leiding van Dr-Ing W. Laute, met als ondersteuning Dr-Ing Kosin en Lehman.
Een paar maanden later werd er door het RLM een specificatie uitgeschreven voor een langeafstand straalbommenwerper. Men legde de specificatie ook tijdens een bespreking aan Arado voor. De specificatie vroeg om een zo hoog mogelijke maximumsnelheid, een bommenlading van ten minste 4.000 kg en een actieradius van 5.000 km. Na het overleg was men bij Arado tot de conclusie gekomen dat men dit het beste kon bereiken door uit te gaan van een vliegende vleugel ontwerp.
Het Ar E.555 zou uiteindelijk uit vijftien ontwerpen bestaan, zowel bommenwerpers als jachtvliegtuigen bevatten en verschillende ontwerpen als basis bevatten.

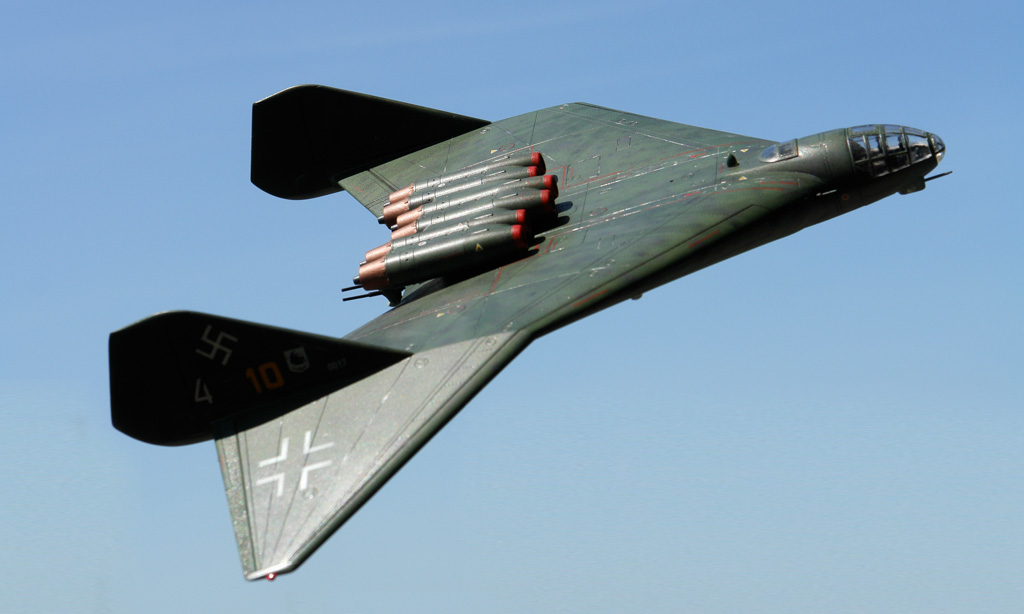
Schaalmodel van een Arado AR E.555

## Uitvoeringen

##### E.555-1
Dit was het enige ontwerp van het project dat verder werd uitgewerkt. Het toestel was geheel van metaal vervaardigd. Hiervoor werd zowel staal als Duraluminium gebruikt. Het ontwerp was voor een vliegende vleugel met een korte centrale romp waarin ook de cockpit was aangebracht. Deze was als drukcabine uitgevoerd. Er waren twee grote richtingsroeren aangebracht die zich vlak bij de vleugeltippen bevonden. De motoren waren op de bovenkant van de vleugel geplaatst, aan de achterkant. Het waren zes BMW 003A straalmotoren die in twee groepen van drie hoog boven de vleugel waren gemonteerd. De vleugels hadden een grote pijlstand. De buitenvleugels hadden een V-vorm naar beneden.
De bewapening zou bestaan uit twee MK103-30mm-kanonnen in de vleugelwortels, een op afstand bediende rugkoepel met MG151/20-20mm-kanonnen die direct achter de cockpit was geplaatst en een op afstand bediende staartkoepel met twee MG151/20-20mm-kanonnen. De staartkoepel werd bediend via een periscoop vanuit een schutterspositie die zich direct achter de cockpit bevond. Ook deze was als drukcabine uitgevoerd.
Alle andere ontwerpen werden alleen op papier uitgewerkt.
Door de verslechterende oorlogsomstandigheden moest Arado op bevel van het RLM in december 1944 alle ontwikkelingen aan de Ar E.555 ontwerpen stopzetten. Men moest zich bezig gaan houden met de ontwikkeling en bouw van jachtvliegtuigen.
Er stonden toen nog een aantal projecten op stapel.

##### E.555-2
Voorzien van vier He S 011-straalmotoren. Vliegende vleugel met twee richtingsroeren. Beide motoren boven op de romp.

##### E.555-3
Voorzien van twee B.M.W 018-straalmotoren, 2.300 kg stuwdruk elk. Vliegende vleugel met twee richtingsroeren. Een motor boven op de romp en een er onder. Geschutskoepel achter de cockpit. Spanwijdte: 21,20 m. Lengte: 18,40 m. Vleugeloppervlak: 125 m². Maximumsnelheid: 915 km/uur. Startgewicht: 25.200 kg. Brandstof: 10.000 kg. Bommenlading: 4.000 kg, intern en extern. Bemanning: Twee in drukcabine in de rompneus. Neuswiel landingsgestel.

##### E.555-4
Voorzien van drie B.M.W 018-straalmotoren, 2.300 kg stuwdruk elk. Vliegende vleugel. Bijna deltavorm.

##### E.555-6
Voorzien van drie B.M.W 018-straalmotoren, 2.300 kg stuwdruk elk. Vliegende vleugel met twee richtingsroeren. Buitenvleugels waren 20 graden naar beneden gericht. Een motor boven op de romp en twee er onder. Geschutskoepel achter de cockpit. Twee MK103-30mm-kanonnen aan weerskanten van de rompneus. Spanwijdte: 28,40 m. Lengte: 12,35 m. Hoogte: 3,74 m. Vleugelop-pervlak: 160 m². Maximumsnelheid: 920 km/uur. Actieradius: 5.400 km, 7.500 km met extra brandstoftank. Brandstof: 18.750 kg. Bommenlading: 4.000 kg. Bemanning: Drie.

##### E.555-7
Lange afstand verkenningsvliegtuig en bommenwerper. Voorzien van drie B.M.W 018-straalmotoren, 2.300 kg stuwdruk elk. Vliegende vleugel met twee staartbomen en richtingsroeren. Geen centraal staartvlak. Twee motoren boven op de romp, een er onder. Twee MK103-30mm-kanonnen aan weerskanten van de rompneus. Geschutskoepel met vier MG151/20-20mm-kanonnen onder de rompachterkant. Extra cockpit in de rompachterkant, tussen de motoren. Spanwijdte: 25,20 m. Lengte: 8,80 m. Hoogte: 3,65 m. Vleugeloppervlak: 160 m². Maximumsnelheid: 950 km/uur. Startgewicht: 41.300 kg. Brandstof: 15.700 kg. Bommenlading: 4.000 kg. Bemanning: Drie.

##### E.555-8a/8b
Voorzien van drie B.M.W 018-straalmotoren, 2.300 kg stuwdruk elk.

##### E.555-9
Voorzien van drie B.M.W 018-straalmotoren, 2.300 kg stuwdruk elk.

##### E.555-10
Voorzien van drie B.M.W 018-straalmotoren, 2.300 kg stuwdruk elk. Vliegende vleugel met twee richtingsroeren en vier hoogteroeren. Drie motoren boven op de romp. Twee geschutskoepels onder de rompachterkant met twee kanonnen. Spanwijdte: 23,66 m. Lengte: 19,20 m. Vleugeloppervlak: 140 m². Maximumsnelheid: 920 km/uur. Actieradius: 6.400 km. Startgewicht: 47.845 kg. Bommenla-ding: 4.000 kg, intern en extern. Bemanning: Drie.

##### E.555-11 (14)
Voorzien van vier Junkers Jumo 012-straalmotoren, 2.100 kg stuwdruk elk. Enige standaardconfiguratie in project. Lange romp met standaard staartsectie. Geheel metalen ontwerp. Twee motoren in paar boven op elke vleugel. Tevens snelste ontwerp uit project. Erg gestroomlijnd. Spanwijdte: 23,66 m. Lengte: 25,10 m. Hoogte: 4,10 m. Vleugeloppervlak: 140 m². Maximumsnelheid: 1.020 km/uur. Actieradius: 8.000 km. Startgewicht: 47.000 kg. Bommenlading: 6.000 kg. Bemanning: Twee.